# Deutsche Verrechnungsstelle
Die Deutsche Verrechnungsstelle AG ist ein Finanzdienstleistungsinstitut gemäß § 1 Abs. 1a Ziff. 9 KWG, das digitales Honorarmanagement inklusive Factoring in der Durchführungsform einer Verrechnungsstelle für ausgewählte Wirtschaftszweige anbietet. Die Gesellschaft wurde 2004 unter dem Namen Deutsche Anwaltliche Verrechnungsstelle gegründet, die Umbenennung erfolgte im Dezember 2014.

## Geschichte
Unter der ursprünglichen Firmierung setzte die Gesellschaft gegen den Widerstand aus Teilen der Rechtsanwaltschaft bei dieser Zielgruppe das bei Ärzten etablierte Modell von Verrechnungsstellen rechtlich durch. Aufgrund der damals gültigen Fassung von § 49 b Absatz 4 Satz 2 der Bundesrechtsanwaltsordnung (BRAO) durften Rechtsanwälte Honorarforderungen gegen Mandanten nur an Dritte abtreten, wenn eine Forderung rechtskräftig durch ein Gericht festgestellt war, ein erster Vollstreckungsversuch erfolglos war und die ausdrückliche, schriftliche Einwilligung des Mandanten vorlag. Diese kumulativ verstandenen Anforderungen führten dazu, dass die Abtretung von Anwaltsgebühren keine Relevanz in der Praxis hatte.
Ein Gutachten aus dem Institut für Anwaltsrecht an der Universität Köln sah das Geschäftsmodell des Unternehmens im Einklang mit den berufsrechtlichen Normen, wenn der Mandant schon im Vorfeld sein Einverständnis zur Abtretung der anwaltlichen Honorarforderung erklärt. Seitens der Bundesrechtsanwaltskammer (BRAK) und des Bundesjustizministeriums stieß das Modell auf Zustimmung, während einige regionale Rechtsanwaltskammern den Verkauf von Anwaltsforderungen aufgrund des Gesetzeswortlauts für rechtswidrig hielten. So zeigten beispielsweise die Rechtsanwaltskammern Köln und Düsseldorf eine ablehnende Haltung.
Klagen der zuständigen Rechtsanwaltskammer vor dem LG Köln und dem OLG Köln blieben erfolglos. Anschließend wurde im Rahmen des Rechtsdienstleistungsgesetzes (RDG) auch eine Neuformulierung in § 49b Absatz 4 BRAO angestoßen, die in der neuen Fassung mit § 49b Absatz 4 Satz 2 die Abtretung an Dritte grundsätzlich erlaubt. Im Berliner Anwaltsblatt wurde diese Entscheidung als „Lex AnwVS“ bezeichnet. Mit Urteil vom 24. April 2008 bestätigte in letzter Instanz schließlich der Bundesgerichtshof die Zulässigkeit des Geschäftsmodells auch vor Änderung der BRAO. In der Folge wurde die Gesellschaft Marktführer im Bereich der anwaltlichen Abrechnungsdienste.
Im Jahr 2011 erfolgte eine Erweiterung um die Zielgruppe der Kfz-Sachverständigen, 2014 wurde eine Service- und Vertriebspartnerschaft mit der StBVS aufgenommen, die sich an Steuerberater wendet. Seit Anfang 2016 ist die Deutsche Verrechnungsstelle Mitglied im Deutschen Factoring-Verband. Dessen Mitglieder erwirtschafteten im Jahr zuvor einen Gesamtumsatz von 209 Mrd. EUR, was einem Anteil am BIP von 6,9 % entspricht.
Anfang 2008 wurde Karl-Peter Winters Mitglied im Aufsichtsrat, dem er zwischenzeitlich als Vorsitzender angehörte. Abgelöst wurde Karl Peter Winters von Wilfried Frohnhofen, der diese Position bis Oktober 2020 innehatte. Aufgrund seiner Berufung zum Vorstandsmitglied legte Wilfried Frohnhofen das Amt nieder. Ihm folgte Dr. Andreas Tietmann, aktuell ist Christoph Müller Vorsitzender des Aufsichtsrats der DVS AG.

## Unternehmen
Die DVS AG ist ein konzern-unabhängiges Unternehmen, das sich auf die Finanzierung und Durchsetzung von Rechnungen ausgewählter Berufsgruppen und Wirtschaftszweige spezialisiert hat. Die Dienstleistung erstreckt sich neben der reinen Vorfinanzierung, dem Factoringangebot, von ausstehenden Honorarforderungen auch über die vollständige Steuerung des Rechnungsmanagements bis hin zum Mahnwesen und der gerichtlichen Durchsetzung.
Am Markt agiert das Unternehmen mit den Marken AnwVS, StBVS, MedVS und als Partner der DSR24. Mit der Marke "StBVS" ist die Gesellschaft Partner des Deutschen Hockey Bunds (DHB) und seit 1. Januar 2025 Trikotsponsor der Deutschen Hockey-A-Nationalmannschaften der Damen und Herren.

## Dienstleistungen

### Rechnungsmanagement
Honorarrechnungen werden per Online-Tool oder per Schnittstelle an die DVS AG übermittelt. Der Rechnungsdruck inklusive Rechnungsversand (per E-Mail oder Post), Zahlungsüberwachung/-kontrolle/-zuordnung, Mahnwesen, Rechtsverfolgung wie auch Debitorenbetreuung hinsichtlich Rechnungsrückfragen und Vereinbarungen von Ratenzahlungen werden von da an übernommen. Die Unternehmenskunden können über das eigenentwickelte HonorarCockpit dabei alle Arbeitsschritte beobachten und aktiv eingreifen.

### Honorarvorfinanzierung
Mit dem Eingang der digitalen Abrechnungsdaten erstattet die DVS AG innerhalb von einem Bankarbeitstag per Sofortauszahlung den vollen Rechnungsbetrag an den Unternehmenskunden. Somit verfügt der Kunde, unabhängig vom Zahlungsverhalten der Debitoren, sofort über das jeweilige Honorar.

### Honorarausfallschutz
Bei Zahlungsunfähigkeit der Debitoren greift der Honorarausfallschutz der DVS AG. Der Unternehmenskunde trägt somit kein Insolvenz- und Kostenrisiko bei bonitätsbedingten Ausfällen seiner Kunden.

## Geschäftsfelder
DieStB|VS – Steuerberater Verrechnungsstelle ist der Geschäftsbereich, der Steuerberatern, Wirtschaftsprüfern und selbstständigen Buchhaltern.
Die AnwVS – Anwaltliche Verrechnungsstelle bietet Rechtsanwälten Entlastung im Bereich Honorarmanagement.
Die MedVS – Medizinische Verrechnungsstelle bietet sowohl die sofortige Auszahlung von Chefarzt- und sonstigen Wahlleistungen im Bereich der privaten Krankenversicherungen als auch die Finanzierung von GKV-Leistungen im Wege des echten Factorings an.
Und als Partner der DSR24 (Deutsche Schadenregulierung) unterstützt die DVS AG bei der Schadensabwicklung im Kfz-Bereich mit der Abwicklung der Finanzierung und Rechtsdurchsetzung.